# Јоаникије I Цариградски
Јоаникије I Цариградски (грч. Ἰωαννίκιος; преминуо око 1526) је био васељенски патријарх Цариграда кратко 1524–1525. Понекад се сматра уљезом.

## Живот
Патријарх Јеремија I Цариградски, убрзо након избора, путовао је на Кипар, Египат, Синај и Палестину. Док је боравио у Јерусалиму, свештенство и угледници Цариграда, изнервирани његовим дугим одсуством, свргнули су га у априлу или мају 1524. године и на његово место изабрали митрополита Созопола у Тракији, патријарха Јоаникија I.
Јеремија I је реаговао и заједно са патријарсима Александрије и Антиохије, које је позвао у Јерусалим, изопштио је Јоаникија I. Чак и ако је већина Светог синода стала на страну Јоаникија I, султан Сулејман Величанствени је наредио да се Јеремија I поново постави на престо, што се догодило у Цариграду 24. септембра 1525. Јоаникије I се вратио у Тракију, где је умро у манастиру Светог Јована Крститеља близу Созополиса око 1526. године.